# Шэнь Юэюэ
Шэнь Юэюэ́ (кит. упр. 沈跃跃, пиньинь Shěn Yuèyuè, род. 27 января 1957) — председатель Всекитайской федерации женщин с мая 2013 года. С 2002 года заместитель, в 2007—2013 годах — первый заместитель заведующего Орготделом ЦК КПК. Заместитель председателя Всекитайского комитета Народного политического консультативного совета Китая 14-го созыва (с 10 марта 2023 года).
Ранее заместитель председателя ПК ВСНП с 14 марта 2013 по 10 марта 2023 года.
Член КПК с сентября 1981 года, член ЦК КПК 17-20 созывов (кандидат 15-16 созывов).

## Биография
Александр Габуев отмечает, что в китайской блогосфере её называют дочкой бывшего чжэцзянского губернатора Шэнь Цзулуня (в официальных биографиях это не указано).
В апреле 1977 года приступила к работе в продуктовом магазине в Нинбо.
Окончила факультет математики педагогического колледжа Нинбо, где училась в 1978—1980 годах, преподаватель математики. После окончания колледжа приступила к работе учителем в средней школе № 7 Нинбо, где также была заместителем секретаря школьного комитета молодёжной лиги. С 1983 года на комсомольской работе, с марта 1993 года перешла на партработу. С февраля 1997 года по декабрь 1998 года — глава Шаосинского горкома КПК. С декабря 1998 года — заместитель главы, с января следующего года — глава Чжэцзянского провинциального орготдела КПК. С июня 2001 года — заместитель главы Аньхойского провинциального парткома КПК. С ноября 2002 года — заместитель главы Орготдела ЦК КПК. С апреля 2003 года также заместитель министра кадров — до упразднения министерства в 2007 году. С июля 2007 года по апрель 2013 года — первый заместитель заведующего Орготделом ЦК КПК.
Как отмечал Александр Габуев, к 18-му съезду её считали вероятной преемницей во главе орготдела на смену Ли Юаньчао и ожидали её попадания в Политбюро, однако ничего из этого не произошло, Ли Юаньчао же во главе орготдела в ноябре 2012 года сменил бывший до этого партийным лидером пров. Шэньси Чжао Лэцзи.
Александр Габуев (2012) указывает её давней протеже генсека КПК Ху Цзиньтао.
C марта 2013 года — заместитель председателя ПК ВСНП 12-го созыва, самый молодой зампред, одна из двух женщин — зампредов.
С 7 мая 2013 года председатель (президент) Всекитайской федерации женщин (ВФЖ).
Также окончила аспирантуру экономики и управления ЦПШ.
10 марта 2023 года на 3-м пленарном заседании 1-й сессии Всекитайского комитета Народного политического консультативного совета Китая (ВК НПКСК) избрана заместителем председателя ВК НПКСК 14-го созыва.